# Moderne Landhaaien
Moderne Landhaaien is een Nederlandse stomme film uit 1926 onder regie van Alex Benno.

## Verhaal
Hugo Writley is de zoon van een scheepsmiljonair die in New York woont. Samen met zijn rentmeester Longway gaat hij op reis naar Nederland. Eenmaal aangekomen gaan ze naar een feest, waar ze kennismaken met een aantal mensen waar ze goed mee overweg kunnen. Hugo en Longway gaan in de late uren mee naar het huis van een van de feestgangers. Het blijken daar beruchte mensen te zijn uit de lagere klasse die de miljonair hebben vermaakt om uiteindelijk zijn portefeuille te stelen. Hugo en Longway trappen de kamerdeur in en gaan naar buiten. Ze gaan meteen daarna naar de politie. Vlak voor hun terugkeer naar de Verenigde Staten ontmoeten ze Paul Mathon.

## Rolbezetting
| Acteur                    | Personage            |
| ------------------------- | -------------------- |
| Kees Pruis                | Hugo Writley         |
| Jan Grootveld             | Longway              |
| Jan Rentmeester           | Hugo's vader         |
| Maurits de Vries          | Landhaai             |
| André van Dijk            | Landhaai             |
| Vera van Haeften          | Hulp van de landhaai |
| Dolly Grey                | Hulp van de landhaai |
| Willy Thomas              | Neger                |
| Willem Faassen            | Paul Mathon          |
| Jan van Dommelen          | Bezoeker in cabaret  |
| Sylvain Poons             |                      |
| Mary Beekman              |                      |
| Betsy van Berkel          |                      |
| Nelly Ernst               |                      |
| Ko Rentmeester            |                      |
| Mies Versteegh            |                      |
| Anny Brunet de Rochebrune |                      |
| Henriette Blazer          |                      |
| Nelly Faassen             |                      |
| J. Beekman                |                      |
| Matthieu van Eysden       |                      |
| Anton Gerlach             |                      |
| Jo Vischer sr.            |                      |

## Achtergrond
Alex Benno, de regisseur van de film, schreef ook zelf het script. Het was een bijna letterlijke kopie van zijn eerder geschreven boek De nieuwe verborgenheden van Amsterdam. De buitenopnamen werden gemaakt in Amsterdam, Rotterdam en Den Haag. De binnenopnamen vonden plaats in The Dutch Film Cy te Haarlem. De film werd ook uitgebracht onder de titels Donker Amsterdam en Landhaaien. Het werd door de filmkeuring geschikt bevonden voor '18 jaar en ouder', wegens beroving en mishandeling.